# Британская Бирма
Британская Бирма (англ. British Burma) — название британского колониального владения в Юго-Восточной Азии с середины XIX века по 1948 год. До 1937 года колония входила в состав Британской Индии. 
Термином Британская Индия обычно называют всю территорию колониального владения, хотя, строго говоря, он относился только к тем частям субконтинента, которые находились под непосредственным британским управлением (администрация сначала в форте Уильям, а потом — в Калькутте и Дели); помимо этих территорий, существовали т. н. «туземные княжества», формально находившиеся лишь в вассальной зависимости от Короны.
В 1948 году Британской Бирме была предоставлена независимость.

## Правители

### Главный уполномоченный Нижней Бирмы
| Срок полномочий                  | Главный уполномоченный Нижней Бирмы |
| -------------------------------- | ----------------------------------- |
| 31 января 1862 — 16 февраля 1867 | Артур Фэр                           |
| 16 февраля 1867 — 18 апреля 1871 | Альберт Фитч                        |
| 18 апреля 1871 — 14 апреля 1875  | Эшли Иден                           |
| 14 апреля 1875 — 30 марта 1878   | Огастес Томпсон                     |
| 30 марта 1878 — 2 июля 1880      | Чарльз Этчинсон                     |
| 2 июля 1880 — 2 марта 1883       | Чарльз Эдвард Бернард               |
| 2 марта 1883 — 26 февраля 1886   | Чарльз Тодд                         |

### Главный уполномоченный Бирмы
| Срок полномочий                              | Главный уполномоченный Бирмы |
| -------------------------------------------- | ---------------------------- |
| 26 февраля 1886 года — 25 сентября 1886 года | Чарльз Тодд                  |
| 25 сентября 1886 года — 12 марта 1887 года   | Чарльз Эдвард Бернард        |
| 12 марта 1887 года — 10 декабря 1890 года    | Чарльз Тодд                  |
| 10 декабря 1890 года — 3 апреля 1895 года    | Александр Маккензи           |
| 3 апреля 1895 года — 1 мая 1897 года         | Фредерик Виллиам Фрайер      |

### Генерал-губернатор Бирмы
| Срок полномочий                              | Генерал-губернатор Бирмы |
| -------------------------------------------- | ------------------------ |
| 1 мая 1897 года — 4 апреля 1903 года         | Фредерик Виллиам Фрайер  |
| 4 апреля 1903 года — 9 мая 1905 года         | Хью Барнс                |
| 9 мая 1905 года — 19 мая 1910 года           | Герберт Вайт             |
| 19 мая 1910 года — 28 октября 1915 года      | Харви Адамсон            |
| 15 мая 1913 года — 1 ноября 1913 года        | Джордж Шоу               |
| 28 октября 1915 года — 22 сентября 1917 года | Спенсер Харкот Батлер    |
| 22 сентября 1917 года — 15 февраля 1918 года | Уолтер Райс (и. о.)      |
| 15 февраля 1918 года — 21 декабря 1922 года  | Реджинальд Крэддок       |
| 21 декабря 1922 года — 2 января 1923 года    | Спенсер Батлер           |

### Губернатор Бирмы
| Срок полномочий                             | Губернатор Бирмы       |
| ------------------------------------------- | ---------------------- |
| 2 января 1923 года — 20 декабря 1927 года   | Спенсер Харкот Батлер  |
| 20 декабря 1927 года — 20 декабря 1932 года | Чарльз Иннес           |
| 20 декабря 1932 года — 8 мая 1936 года      | Хью Стефенсон          |
| 8 мая 1936 года — 6 мая 1941 года           | Арчибальд Кокрейн      |
| 6 мая 1941 года — 31 августа 1946 года      | Реджинальд Дорман-Смит |

### Японское оккупационное командование
| Срок полномочий                             | Японское оккупационное командование |
| ------------------------------------------- | ----------------------------------- |
| 20 апреля 1942 года — 18 марта 1943 года    | Иида Сёдзиро                        |
| 18 марта 1943 года — 30 августа 1944 года   | Масакадзу Кавабэ                    |
| 30 августа 1944 года — 14 августа 1945 года | Хэйтаро Кимура                      |

### Глава бирманской администрации
1 августа 1942 года — 1 августа 1943 года. Ба Мо

### Глава государства
1 августа 1943 года — 3 мая 1945 года. Ба Мо

### Военный губернатор Бирмы
1 августа 1944 года — октябрь 1945 года. Луис Маунтбеттен

октябрь 1945 года — 31 августа 1946 года. Губерт Ранс

### Губернатор
31 августа 1946 года — 4 января 1948 года. Губерт Ранс